# Hypochaeris oligocephala
La lechuca de puerco (Hypochaeris oligocephala) es una especie de planta herbácea perteneciente a la familia de las asteráceas. Es originaria de las Islas Canarias donde se encuentra en la isla Tenerife.

## Descripción
Es una pequeña planta herbácea sufruticosa y arrosetada.  Su tronco leñoso y corto es de color blanco-amarillento con látex. Tiene las hojas lanceoladas, dentadas y brillantes. Las flores se agrupan en capítulos llenos de vistosas lígulas amarillas.

## Distribución
Endemismo del noroeste de la isla de Tenerife. Sólo se conoce una población situada en El Fraile, en el municipio de Buenavista, que ocupa una zona de aproximadamente 300 m². Su ámbito de distribución se encuentra incluido en el Parque rural de Teno.

## Biología

### Hábitat
Es una especie rupícola que aparece sobre algunos de los acantilados más antiguos de la isla, de naturaleza basáltica. Normalmente se encuentra en las fisuras menos soleadas en las que se encuentra mayor humedad, con presencia de cascadas intermitentes. Algunas de las especies acompañantes más frecuentes son: 
Sonchus radicatus, Aeonium tabulaeforme, Vieria laevigata, Brachypodium arbuscula, Argyranthemum coronopifolium, Tolpis crassiuscula, Frankenia ericifolia, Limonium pectinatum, Lotus mascaensis, Cheirolophus canariensis y Monanthes laxiflora.

### Reproducción
Especie hermafrodita que florece en mayo y fructifica en junio. La polinización se lleva a cabo por una especie particular de avispa negra, por lo que se considera una especie entomófila especializada. La dispersión de las semillas se realiza con la ayuda del viento. 
También puede reproducirse de manera asexual a través de rizomas. A pesar del pequeño tamaño de la población se encuentran frecuentemente ejemplares jóvenes, por lo que no parecen existir problemas por falta de regeneración de la población.

## Conservación
Clasificada como especie en peligro crítico según los criterios de la UICN, sus poblaciones son estables pero se encuentran refugiadas en zonas inaccesibles debido a la depredación por parte del ganado. Debido a su pequeña área de distribución es muy sensible a desastres naturales como temporales, desprendimientos y la actividad volcánica. También está amenazada por el coleccionismo, la cercanía de asentamientos humanos y la construcción de nuevas vías de comunicación.  
Existen semillas depositadas en los bancos de germoplasma del Jardín Botánico Viera y Clavijo y de la Escuela Técnica Superior de Ingenieros Agrónomos (Universidad Politécnica de Madrid).

## Taxonomía
Hypochaeris oligocephala fue descrita por (Svent. & Bramwell) Lack y publicado en Willdenowia 8(2): 331. 1978
Sinonimia
- Heywoodiella oligocephala Svent. & Bramwell (1971) basónimo[2]